# Sergi Durbà Cardo
|  | No s'ha de confondre amb Sergi Durà. |

Sergi Durbà Cardo   (Sagunt, 4 de febrer de 1979) és llicenciat en filologia, professor de llengua i literatura i escriptor. Nascut a Sagunt i resident a Alzira, és membre de l'AELC (Associació d'Escriptors en Llengua Catalana).
Ha guanyat diversos premis literaris de narrativa com ara el Benvingut Oliver de Catarroja (2020) o el Vila d'Almassora (2021). Les seues obres oscil·len entre l'assaig, la novel·la i el dietari. És un apassionat, a més, d'un subgènere literari batejat com a costumari, del qual són deutors alguns llibres com Costumari de records (2015) i Premi a la corda (2025).
També és un difusor de la pilota valenciana, de la qual ha parlat a bastament en els seus textos i en nombrosos articles d'opinió publicats al seu blog personal i a Pilota Viu.

## Obres publicades
- Camins al sud (2012)[3]
- Costumari de records (2015)[4]
- Paco Cabanes "el Genovés", l'heroi esportiu dels valencians (2017)[5]
- Colp a colp, glosses sobre pilota valenciana (2019)[2]
- Les Nostres Festes (2020)
- Amanda (2020)[6]
- El cant de les granotes (2021)[7]
- Trinquets trencats (2023)[8]
- Premi a la corda (2025)[9]